# Chirocentrites coroninii
Chirocentrites coroninii è un pesce osseo estinto appartenente agli ittiodectiformi. Visse nel Cretaceo superiore (Cenomaniano, circa 100 - 95 milioni di anni fa) e i suoi resti fossili sono stati ritrovati in Europa.

## Descrizione
Questo pesce era di dimensioni medio - grandi, anche se era decisamente più piccolo rispetto ai più grandi ittiodectiformi. Poteva raggiungere i 70 centimetri di lunghezza e possedeva un corpo slanciato e allungato, dotato di 61 - 64 vertebre (27-28 delle quali erano caudali). La pinna dorsale era piccola, in posizione molto arretrata, di forma triangolare e dotata di 12 - 15 raggi. La pinna anale, invece, era molto lunga e dotata di 34 - 37 raggi. 
La testa era corta, alta e profonda, con un piccolo neurocranio. Il profilo frontale era leggermente convesso, mentre la cresta supraoccipitale tipica degli ittiodectiformi era corta e non sovrastava l'occipite. Le fauci erano armate di grandi denti acuminati, in particolare nella regione anteriore. Erano presenti due denti simili a zanne nella premascella; i primi tre denti dell'osso dentale erano anch'essi simili a zanne e, quando la bocca era chiusa, andavano a situarsi in una tacca tra la mascella e la premascella. L'osso mascellare era dritto, particolarmente profondo nel primo terzo del margine orale. La mandibola era molto grande, con un margine sinfisale particolarmente profondo. Il margine della bocca era fortemente inclinato verso l'alto. La mandibola si articolava con l'osso quadrato al livello della prima metà dell'orbita. Il canale sensorio mandibolare era situato in un solco lungo l'osso dentale. Il più grande osso infraorbitale era in contatto con il preopercolo a metà della sua lunghezza. Il preopercolo era dotato di un ramo ventrale corto e largo (con un processo posteriore appuntito) e di un ramo dorsale lungo e sottile. L'opercolo era grande. 

## Classificazione
Chirocentrites è un rappresentante degli ittiodectiformi (Ichthyodectiformes), un gruppo di teleostei arcaici, vicini agli Osteoglossiformes, dalle abitudini solitamente predatorie e dalle dimensioni notevoli. In particolare, Chirocentrites è considerato uno stretto parente del genere Gillicus del Nordamerica, di dimensioni più grandi (Taverne, 2008). È stato anche ascritto alla famiglia Cladocyclidae, comprendente ittiodectiformi di dimensioni solitamente moderate rispetto ai giganti Ichthyodectes e Xiphactinus (Cavin et al., 2013).
Chirocentrites coroninii venne descritto per la prima volta da Heckel nel 1849, sulla base di fossili ritrovati in terreni risalenti al Cenomaniano nei pressi di Gorizia (Italia), vicino al confine con la Slovenia. Heckel descrisse altre due specie appartenenti al genere, C. gracilis (attualmente considerata identica alla specie tipo) proveniente dalla Slovenia e C. microdon della Croazia; quest'ultima specie, assieme a C. vexillifer (descritta dallo stesso Heckel qualche anno dopo), è ora considerata appartenere a un genere a sé stante e più basale, Heckelichthys (Taverne, 2008). Fossili attribuiti a Chirocentrites provenienti dal giacimento di Pietraroja, nei pressi di Benevento, sono stati in seguito ascritti a Cladocyclus. Un'altra specie attribuita a Chirocentrites (C. neocomiensis) è nota dal Cretaceo inferiore (Hauteriviano) della Francia, ma potrebbe non essere ascrivibile al genere ed è nota solo per fossili mal conservati.

## Paleoecologia
Chirocentrites doveva essere un predatore molto veloce, che compiva rapidi scatti per raggiungere le prede. 